# 佐治·威廉·莊臣 (議員)
佐治·威廉·莊臣（英語：George William Johnson，1869年11月10日—1944年2月24日）是一位律師和民主黨政治家，曾擔任來自西維珍尼亞州的美國眾議員。

## 外部連結
- 在Find a Grave上的佐治·威廉·莊臣
- Geni.com上關於佐治·威廉·莊臣的資料（英文）